# Діброви
Дібро́ви — село в Україні, у Приютівській селищній громаді Олександрійського району Кіровоградської області. Населення становить 221 осіб. Колишній центр Протопопівської сільської ради.

## Населення
Згідно з переписом УРСР 1989 року чисельність наявного населення села становила 250 осіб, з яких 93 чоловіки та 157 жінок.
За переписом населення України 2001 року в селі мешкала 221 особа.

### Мова
Розподіл населення за рідною мовою за даними перепису 2001 року:
| Мова       | Відсоток |
| ---------- | -------- |
| українська | 94,12 %  |
| російська  | 4,52 %   |
| білоруська | 1,36 %   |